# Фазлићи
Фазлићи је насељено место у Босни и Херцеговини у општини Травник. Административно припада Федерацији Босне и Херцеговине, односно њеном Средњобосанском кантону. Према попису становништва из 2013. у насељу је било 193 становника, а већинску популацију чинили су Бошњаци.

## Становништво
По последњем службеном попису становништва из 2013. године у овом насељу живело је 193 становника, а село је било етнички хомогено са већинском бошњачком популацијом.
| Националност | 2013. | 1991.        | 1981.        | 1971.        |
| Бошњаци      | —     | 197 (100,0%) | 187 (72,20%) | 196 (63,64%) |
| Хрвати       | —     | (%)          | 72 (27,80%)  | 110 (35,71%) |
| Срби         | —     | 0            | 0            | 1 (0,32%)    |
| остали       | —     | 0            | 0            | 1 (0,32%)    |
| Укупно       | 193   | 197          | 259          | 308          |